# Минчо Фотев
Минчо (Мина) Фотев, (на македонска литературна норма: Минчо Фотев; на гръцки: Μηνάς Φωτόπουλος, Минас Фотопулос) е гръцки комунистически деец, участник в Гражданската война.

## Биография
Фотев е роден в костурската паланка Хрупища на 30 септември 1922 година. През пролетта на 1943 година се присъединява към ЕЛАС. Става секретар на НОМС за Егейска Македония от 1945 година, а след обединението става член на районния комитет на младежката организация ЕПОН за Егейска Македония. На 20 май 1947 година е свален и повторно избран през 1949 година за секретар на НОМС за Егейска Македония.
Умира в Скопие на 28 май 1987 година.